# Овчинниково
Овчи́нниково (рос. Овчинниково) — село у складі Косіхинського району Алтайського краю, Росія. Входить до складу Контошинської сільської ради.

## Населення
Населення — 310 осіб (2010; 385 у 2002).
Національний склад (станом на 2002 рік):
- росіяни — 87 %